# Cordăreni (gmina)
Cordăreni – gmina w Rumunii, w okręgu Botoszany. Obejmuje miejscowości Cordăreni, Grivița i Slobozia. W 2011 roku liczyła 1783 mieszkańców.